# Distrikt Mariscal Benavides
Der Distrikt Mariscal Benavides liegt in der Provinz Rodríguez de Mendoza in der Region Amazonas in Nord-Peru. Der Distrikt wurde am 2. Februar 1956 gegründet. Benannt wurde er nach Oscar R. Benavides, zweimaliger Staatspräsident von Peru.
Der Distrikt besitzt eine Fläche von 202 km². Beim Zensus 2017 wurden 1568 Einwohner gezählt. Im Jahr 1993 lag die Einwohnerzahl bei 1629, im Jahr 2007 bei 1496. Sitz der Distriktverwaltung ist die 1585 m hoch gelegene Ortschaft Mariscal Benavides (oder Callejón) mit 1050 Einwohnern (Stand 2017). Mariscal Benavides befindet sich 2,6 km westnordwestlich der Provinzhauptstadt Mendoza. Der Flughafen Aeródromo Rodríguez de Mendoza (IATA: RIM, ICAO: SPLN) liegt größtenteils im Distriktgebiet.

## Geographische Lage
Der Distrikt Mariscal Benavides befindet sich in der peruanischen Zentralkordillere im Nordwesten der Provinz Rodríguez de Mendoza. Der Río San Antonio durchquert den Südwesten des Distrikts in südlicher Richtung. Der Norden und Osten des Distrikts wird vom Río Huamanpata ebenfalls nach Süden entwässert.
Der Distrikt Mariscal Benavides grenzt im Südwesten an den Distrikt Longar, im Nordwesten an den Distrikt Molinopampa (Provinz Chachapoyas), im Nordosten an den Distrikt Vista Alegre sowie im Südosten an den Distrikt San Nicolás.

## Ortschaften
Neben dem Hauptort gibt es folgende größere Ortschaften im Distrikt:
- Izcuchaca (249 Einwohner)